# دير سيدة البلمند البطريركي

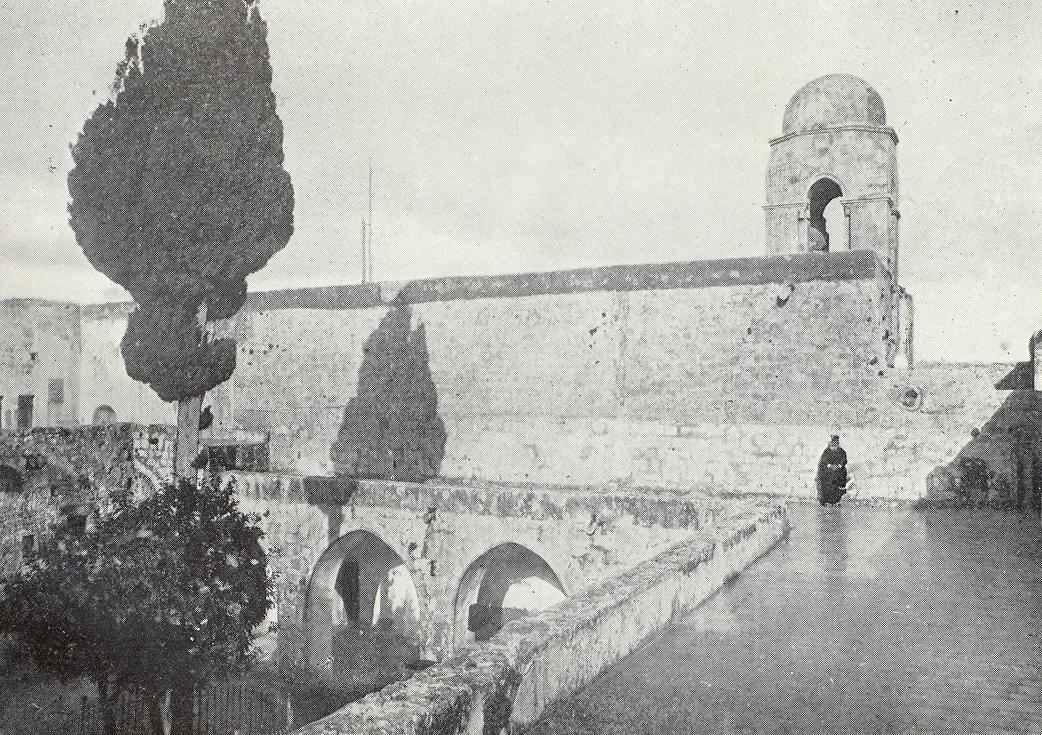
دير سيدة البلمند البطريكي عام 1921.

دير سيدة البلمند البطريركي هو أوّل دير شيّده الرهبان السيسترسيّون في بلاد المشرق. ويقع على تلّة مطلة على البحر الأبيض المتوسط، يبلغ ارتفاعها ثلاثمائة متر عن سطح البحر، وتبعد ستّة عشر كيلومترًا عن مدينة طرابلس، وثمانين كيلومترًا شمال بيروت.